# Piotr Korczyński
Piotr Korczyński (ur. 9 maja 1974 w Bieczu) – polski historyk, publicysta i rysownik.

## Życiorys
Ukończył historię na Wydziale Historycznym Uniwersytetu Jagiellońskiego. Pracował w redakcji historycznej Oddziału Krakowskiego Zakładu Narodowego im. Ossolińskich. W kręgu jego zainteresowań znajduje się historia wojskowości, historia społeczna XIX i XX wieku oraz historia sztuki, szczególnie kinematografii i malarstwa XX wieku.
Stale współpracuje między innymi z „Polityką”, „Polską Zbrojną”, „Polsce Wierni”, „Mówią Wieki”, „Newsweek”, „Newsweek Historia” oraz „Le Monde diplomatique. Edycja polska”.
Od kilku lat zbiera i dokumentuje relacje weteranów II wojny światowej oraz Wojska Polskiego.
Jest miłośnikiem westernu, a szczególnie jego europejskich odmian - spaghetti westernu i westernu śląskiego Józefa Kłyka.
Jako rysownik uprawia sztukę Art brutu oraz ilustruje książki i czasopisma.
Zastępca redaktora naczelnego kwartalnika „Polska Zbrojna. Historia” wydawanego przez Wojskowy Instytut Wydawniczy.

## Publikacje

### Książki
- Elitarne jednostki specjalne Wojska Polskiego 1939-45, Vesper, Czerwonak 2013 (ISBN 978-83-7731-154-7)
- Wojownicy, żołnierze i śmierć nie zawsze pełna chwały, Cztery Strony, Kraków 2015 (ISBN 978-83-65137-02-9)
- Dawno temu na Dzikim Zachodzie, PWN, Warszawa 2018 (ISBN 978-83-01-20136-4)
- Dla ojczyzny ratowania: szubienica, pal i kula. Dyscyplina w dawnym Wojsku Polskim, PWN, Warszawa 2019 (ISBN 978-83-01-20512-6)
- Śladami Szeli, czyli diabły polskie, Wydawnictwo RM, Warszawa 2020 (ISBN 978-83-8151-414-9)
- Przeżyłem wojnę... Ostatni żołnierze Walczącej Polski, Znak Horyzont, Kraków 2021 (ISBN 978-83-240-7969-8)
- Zapomniani. Chłopi w Wojsku Polskim, Znak Horyzont, Kraków 2022 (ISBN 978-83-240-8535-4)
- 15 sekund. Żołnierze polscy na froncie wschodnim, Cyranka, Warszawa 2023 (ISBN 978-83-67121-27-9)
- Dzika dywizja. Historia czerwonych beretów, Znak Horyzont, Kraków 2024 (ISBN 978-83-240-8995-6)

### Publikacje zbiorowe
- Jedno z moich imion brzmi życie. Rozmowy z tymi, którzy przetrwali piekło wojny, Wojskowy Instytut Wydawniczy, Warszawa 2019 (ISBN 978-83-952536-6-9; rozmowa z Witoldem Kruczkiem)
- Europejskie kino gatunków 2, redakcja Piotr Kletowski, Maciej Peplinski, Wydawnictwo Uniwersytetu Jagiellońskiego, Kraków 2020 (ISBN 978-83-233-4803-0)
- 1000 filmów, które tworzą historię kina, redakcja naukowa Piotr Kletowski, Wydawnictwo Dragon, Bielsko-Biała 2020 (ISBN 978-83-8127-552-1)
- Europejskie kino gatunków 3, redakcja Piotr Kletowski, Wydawnictwo Uniwersytetu Jagiellońskiego, Kraków 2021 (ISBN 978-83-233-5024-8)

## Odznaczenia
- Odznaka Za Zasługi Dla Związku Kombatantów  Rzeczypospolitej Polskiej i Byłych Więźniów Politycznych (2020)[5]
- Krzyż Czynu Frontowego 1 i 2 Armii WP 1943–1945[5]
- Brązowy Medal za Zasługi Dla Obronności Kraju (2024)[5]
- Odznaka Za Wybitne Zasługi Dla Związku Kombatantów Rzeczypospolitej Polskiej i Byłych Więźniów Politycznych (2024)[5]
- Odznaczenie 80. Rocznicy Bitwy Pod Studziankami i Działań Na Przyczółku Mniszewsko-Magnuszewskim[5]